# ABC-szigetek (Kis-Antillák)
Az ABC-szigetek a Karib-tenger térségében elhelyezkedő Kis-Antillák három legnyugatabbra található szigetének – Aruba, Bonaire, Curaçao – a gyűjtőneve. A Kis-Antillák délnyugati részén, Venezuela Falcón államától észak-északkeleti irányban találhatók. Nyugat-keleti irányban a következő a szigetek sorrendje: Aruba, Curaçao, Bonaire.
Mindhárom sziget a Holland Királysághoz tartozik. Aruba autonóm terület, a másik két sziget a Holland Antillákhoz tartozott annak 2010. október 10-én történt felbomlásáig. Ekkor Bonaire Hollandia különleges községe lett, Curaçao pedig a Holland Királyságon belüli társult állammá vált.

## Földrajza
A szigetek rendkívül változatos állat- és növényvilággal rendelkeznek; Bonaire szigetén jelentős madárkolónia él, melynek tagjai a flamingófélékhez tartoznak. Ezen kívül a tengeri teknősök négy faja is megtalálható a szigeteken.

## Turizmusa
Az ökoturizmus igen jelentős szerepet játszik a térség gazdasági életében, ugyanis a népesség nagy részének a turizmus a legfőbb megélhetési forrása. Bonaire szigetét a „búvárkodók paradicsomának” is szokták nevezni. Mindhárom sziget rendelkezik külön repülőtérrel.

## Népessége
2009-es adatok szerint a szigetek népessége 258 949 fő volt. A lakosság nagy részét a meszticek és az afrokaribiak teszik ki. Az utóbbi időben jelentős bevándorlási hullám zajlott le a dél-amerikaiak részéről.

## Fordítás
- Ez a szócikk részben vagy egészben az ABC islands (Lesser Antilles) című angol Wikipédia-szócikk ezen változatának fordításán alapul.  Az eredeti cikk szerkesztőit annak laptörténete sorolja fel. Ez a jelzés csupán a megfogalmazás eredetét és a szerzői jogokat jelzi, nem szolgál a cikkben szereplő információk forrásmegjelöléseként.